# ポッジョ・ブストーネ
ポッジョ・ブストーネ（伊: Poggio Bustone）は、イタリア共和国ラツィオ州リエーティ県にある、人口約2,000人の基礎自治体（コムーネ）。

## 地理

### 位置・広がり
リエーティ県のコムーネ。県都リエーティから北北東へ11kmの距離にある。

#### 隣接コムーネ
隣接するコムーネは以下の通り。
- カンタリーチェ
- レオネッサ
- リエーティ
- リヴォドゥトリ

### 気候分類・地震分類
ポッジョ・ブストーネにおけるイタリアの気候分類 (it) および度日は、zona E, 2741 GGである。
また、イタリアの地震リスク階級 (it) では、zona 2A (sismicità media) に分類される。

## 姉妹都市
- サン・ベネデット・デル・トロント、イタリア - 2009年